# Antarcturus hodgsoni
Antarcturus hodgsoni är en kräftdjursart som beskrevs av Richardson 1913. Antarcturus hodgsoni ingår i släktet Antarcturus och familjen Antarcturidae. Inga underarter finns listade i Catalogue of Life.